# Pehrforsskalia
Genre
Pehrforsskalia est un genre d'araignées aranéomorphes de la famille des Pholcidae.

## Distribution
Les espèces de ce genre se rencontrent en Afrique, en Israël et au Yémen.

## Liste des espèces
Selon World Spider Catalog (version 14.5, 2014) :
- Pehrforsskalia bilene Huber, 2011
- Pehrforsskalia conopyga Deeleman-Reinhold & van Harten, 2001
- Pehrforsskalia shambaa Huber, 2011

## Publication originale
- Deeleman-Reinhold & van Harten, 2001 : Description of some interesting, new or little known Pholcidae (Araneae) from Yemen. Ecology of Desert Environments, Scientific Publishers, Jodhpur, India, p. 193-207.